# ソラヤ・ハダド
ソラヤ・ハダド（Soraya Haddad 1984年9月30日- ）は、アルジェリアのベジャイア出身の柔道家。身長155cm。

## 人物
2003年世界柔道選手権大会ではフレデリク・ジョシネに敗れたが、2試合で勝利を収めた。
2005年世界柔道選手権大会の女子48kg級で銅メダルを獲得した その後、階級を1つあげて52kgに出場するようになった。2008年の北京オリンピックでは女子52kg級で銅メダルを獲得した。
2004年、2005年、2008年と3回アフリカチャンピオンになっている。
2010年にはグランプリ・デュッセルドルフで優勝
2012年ロンドンオリンピックでは初戦で敗退した。

## 主な戦績
48kg級での戦績
- 2002年 - アフリカ選手権　3位
- 2004年 - アフリカ選手権　優勝
- 2005年 - ドイツ国際　3位
- 2005年 - アフリカ選手権　優勝
- 2005年 - 地中海競技大会　優勝
- 2005年 - 世界選手権　3位

52kg級での戦績
- 2007年 - ドイツ国際　2位
- 2007年 - アフリカ競技大会　3位
- 2007年 - 世界選手権　7位
- 2008年 - フランス国際　2位
- 2008年 - ドイツ国際　3位
- 2008年 - アフリカ選手権　優勝
- 2008年 - 北京オリンピック　3位
- 2010年 - グランプリ・デュッセルドルフ　優勝
- 2011年 - グランドスラム・パリ　2位
- 2011年 - アフリカ選手権　優勝
- 2011年 - アフリカ競技大会　優勝
- 2011年 - グランプリ・アムステルダム　優勝
- 2011年 - パンアラブ競技大会　3位
- 2012年 - ワールドマスターズ　3位
- 2012年 - アフリカ選手権　優勝